# 坎波弗兰科
坎波弗兰科（義大利語：Campofranco），是意大利西西里大区卡尔塔尼塞塔省的一个市镇。总面积35平方公里，人口3308人，人口密度94.5人/平方公里（2009年）。ISTAT代码为085005。